# ウィリアム・コートニー・シャーマン
ウィリアム・コートニー・シャーマン（William Courtney Sherman, 1923年9月27日 - 2017年7月3日）は、アメリカ合衆国の外交官。

## 生涯
1923年にケンタッキー州エドモントンにて誕生。1946年にルイビル大学卒業。1943年から1946年までアメリカ海軍に所属し、海軍東洋語学学校で日本語を学ぶ。1946年から1948年までアメリカ陸軍の教育管理官として、軍政下の朝鮮のソウルに駐在。1948年から1950年まで経済協力局に研究助手として勤務。1950年から1951年まで再びアメリカ海軍に所属。
1951年に国務省外交局に入省し、情報研究局に調査分析官として配属。1952年から1954年まで日本に駐在し、在横浜領事館で副領事、在東京大使館で政治担当官。1956年から1958年までワシントンD.C.で情報研究専門官。1958年から1960年までワシントンD.C.でベルギー部事務官。1960年から1965年まで在ローマ大使館で政治担当官。1965年から1966年までワシントンD.C.で人事管理官。1966年から1967年まで国務副次官（総務担当）特別補佐官。1967年から1968年まで国防大学に在籍。1968年から1970年まで在神戸アメリカ総領事館にて首席事務官。1970年から1973年まで在東京大使館で政治担当参事官。1973年から1974年までワシントンD.C.で人事管理官。1974年から1977年までワシントンD.C.で日本部長。1977年から1981年まで駐日首席公使。